# Hofmarschall von Litauen

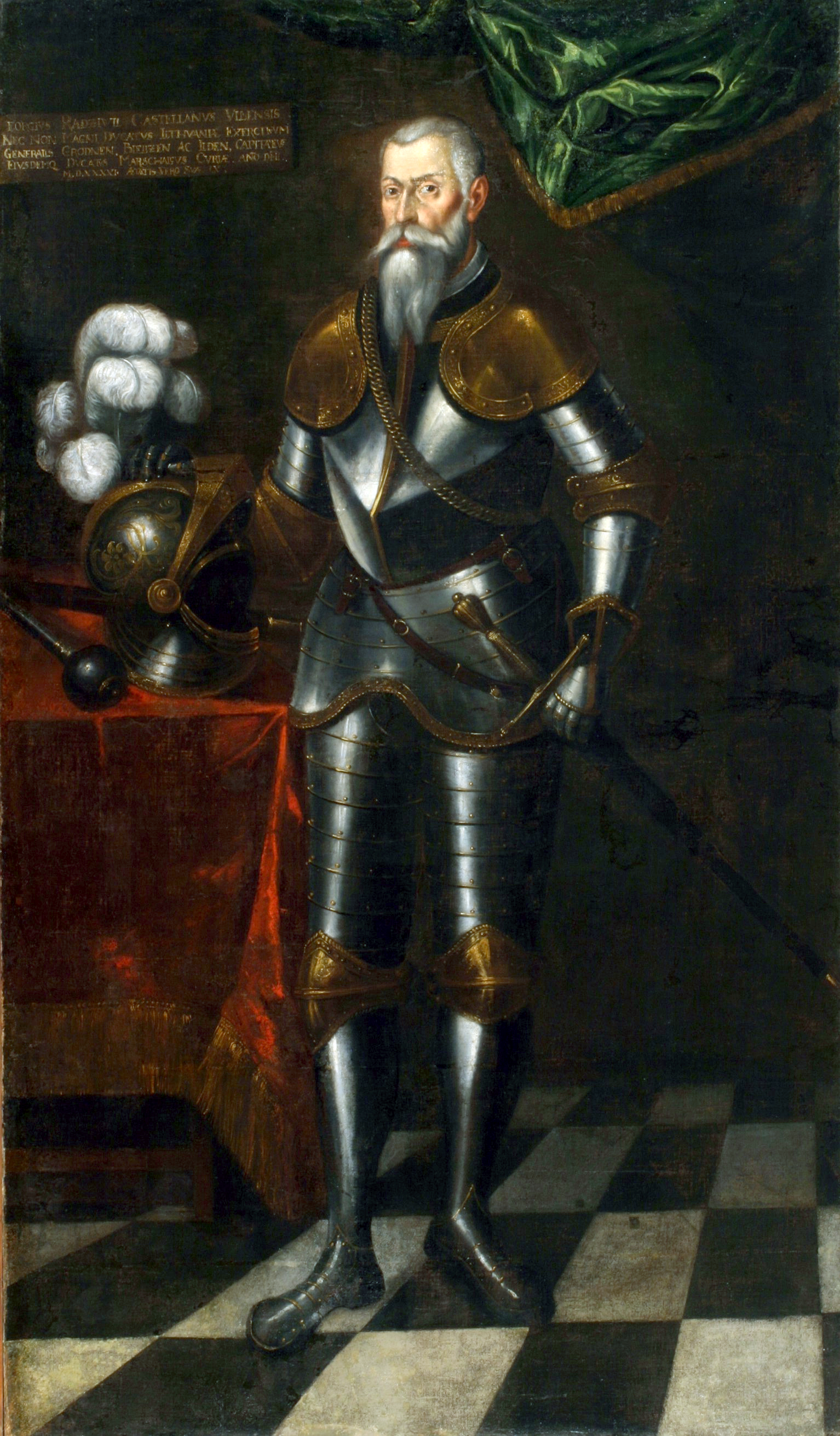
Jerzy Radziwill war Hofmarschall von Litauen von 1528 bis 1541

Hofkronmarschall (poln. Marszałek nadworny litewski, lit. Lietuvos dvaro maršalka) war ein Hofamt in der Adelsrepublik Polen-Litauen. 

## Geschichte
Das Amt wurde von Władysław II. Jagiełło eingeführt, als die Kompetenzen des Großmarschall von Litauen derart erweitert wurden, dass er die Aufgaben nicht mehr alleine stemmen konnte und ihm daher ein Stellvertreter zur Seite gegen wurde. Nach der Union von Lublin gab es zwei Hofmarschallalämter, den Hofkronmarschall für die Polnische Krone und den Hofmarschall von Litauen. Beide saßen im Senat und im Generalfemegericht qua Amt.
Der Hofmarschall für Litauen war neben dem Großmarschall von Litauen für die Innenpolitik verantwortlich. Er war dessen Stellvertreter und durfte nur bei dessen Abwesenheit selbständig tätig werden. Die Verteilung der Aufgaben zwischen beiden oblag dem Großmarschall von Litauen nach seinem Ermessen.

## Nachweise
- Góralski, Zbigniew: Urzędy Staropolskie (polnisch)